# Allantopora curta
Allantopora curta är en mossdjursart som beskrevs av Ferdinand Canu och Ray Smith Bassler 1929. Allantopora curta ingår i släktet Allantopora och familjen Calloporidae. Inga underarter finns listade i Catalogue of Life.